# 1972 no teatro

## Nascimentos
| Data           | Nome              | Profissão      | Nacionalidade | Observações | Ref |
| -------------- | ----------------- | -------------- | ------------- | ----------- | --- |
| 2 de janeiro   | Rita Guedes       | atriz          | Brasil        |             |     |
| 6 de janeiro   | Marcelo Médici    | ator           | Brasil        |             |     |
| 19 de janeiro  | Cynthia Falabella | atriz          | Brasil        |             |     |
| 15 de maio     | Graziella Moretto | atriz          | Brasil        |             |     |
| 22 de junho    | Plutarco Haza     | ator           | México        |             |     |
| 13 de julho    | Murilo Benício    | ator           | Brasil        |             |     |
| 14 de julho    | Flávia Monteiro   | atriz          | Brasil        |             |     |
| 30 de dezembro | Selton Mello      | ator e diretor | Brasil        |             |     |

## Mortes
| Data         | Nome           | Profissão | Nacionalidade | Observações | Ref |
| ------------ | -------------- | --------- | ------------- | ----------- | --- |
| 18 de agosto | Sérgio Cardoso | ator      | Brasil        | n. 1925     |     |